# Łowca burz
Łowca burz (ang. storm chaser) lub łowca tornad – osoba, która, zazwyczaj dla własnej przyjemności, ściga tornada i inne silne burze. Zjawisko łowców burz zaczęło się pod koniec lat 40., a w 1972 roku w USA powstał rządowy projekt łowców burz (Tornado Intercept Project). Jednym z najsłynniejszych łowców burz jest Reed Timmer. Zbliżonym, lecz odmiennym zjawiskiem są obserwatorzy burz.

## W kulturze
O łowcach burz opowiadają takie filmy jak Twister z 1996 roku czy też Łowcy Burz (ang. Supercell) z 2023 roku, a także reality show Dogonić tornado.

## Organizacje
W niektórych krajach istnieją organizacje zrzeszające łowców burz. W Polsce jest to Skywarn Polska.